# Howard Schultz

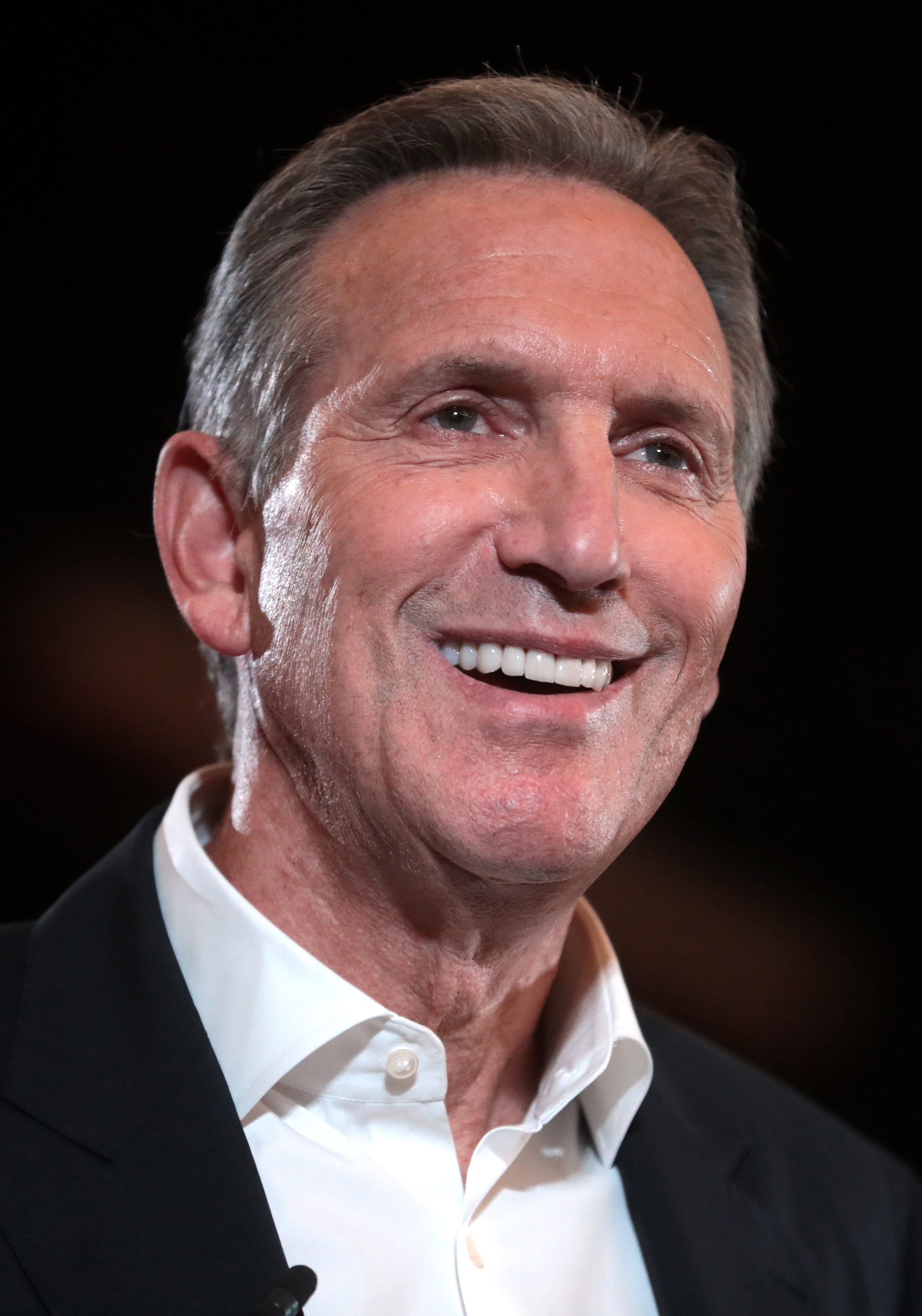
Howard Schultz maj 2019.

Howard Schultz, född 19 juli 1953 i Brooklyn i New York, är en amerikansk affärsman och entreprenör, mest känd som storägare i och chef för kaffebarkedjan Starbucks och tidigare ägare av Seattle SuperSonics.
I januari 2019 meddelade Schultz att han skulle undersöka en presidentkandidatur som en oberoende kandidat.

## Uppväxt och familj
Howard Schultz växte upp i Brooklyn, New York, och är äldst av tre barn. Han gick på Canarsie High School. Schultz har en syster,  Ronnie (född 1956), och en bror, Michael (1961), vilka båda bor i New York. Schultz mor bor i New Jersey, och hans far, som han ofta talar om i intervjuer, är avliden. Schultz är far till två barn och bor tillsammans med sin hustru i Seattle. Han äger också en lägenhet på Upper East Side på Manhattan samt ett hus i East Hampton.

## Karriär
Howard Schultz var under några år ansvarig för Hammarplasts försäljning i USA.
Han kom till Starbucks i Seattle 1982. Efter en affärsresa till Milano försökte han övertala ägarna, däribland Jerry Baldwin, att erbjuda traditionell espresso utöver de hela kaffebönor, te och kryddor som redan fanns i sortimentet. Efter ett lyckat pilotprojekt infördes detta på alla Starbuckskaféer. Schultz grundade ett eget företag, Il Giornale. Två år senare beslöt ledningen för Starbucks att satsa på Peet's Coffee & Tea och sålde Starbucks till Schultz och Il Giornale.
Schultz döpte om Il Giornale till Starbucks och öppnade fler kaféer i USA. Företaget gjorde kaffedrycker som caffelatte populära. Många amerikaner hade tidigare bara druckit frystorkat kaffe.
Framgången med Starbucks har gjort Schultz till dollarmiljardär. Han har en nettoförmögenhet på omkring 3,1 miljarder USA-dollar.
I slutet av 1970-talet arbetade Schultz som säljare på det svenska kemiföretaget Perstorp AB.

## Potentiell presidentkampanj år 2020
Efter att Schultz avgick från Starbucks, spekulerade politiska kommentatorer om han skulle kandidera i presidentvalet 2020 i USA. I januari 2019 erkände Schultz att han undersökte en presidentkandidatur som en oberoende kandidat år 2020.
Schultz föreslagna oberoende kandidatur var allmänt fördömd av demokrater som hävdade att Schultz oberoende kandidatur skulle hjälpa till att omvälja president Trump genom att dela upp rösterna av de som är emot presidenten. Som svar på påståenden att hans kandidatur skulle gynna Trump, sa Schultz, "Ingen vill se Donald Trump bort från ämbetet mer än jag." En opinionsundersökning i februari 2019 indikerade att en Schultz kandidatur skulle stärka Trumps valmöjligheter, eftersom Schultz skulle dra mer stöd från demokrater än republikaner.

### Politiska åsikter
I januari 2019 skrev The Washington Post att Schultz "inte har erbjudit många detaljer på sina politiska förslag." I juni 2018 uttalade Schultz sig i en intervju att han trodde att USA:s statsskuld är "det största hotet inrikes till landet." Schultz är en stark förespråkare av samkönat äktenskap. När han blev frågad i januari 2019 vad hans sjukvårdsförslag var, svarade Schultz, "Jag har inte en plan idag. Jag kandiderar inte ännu till president." Han bad om ökad gränssäkerhet, men motsatte sig president Trumps förslag om en mur  längs den södra gränsen av USA.